# Призрак (фильм, 1991)
«Призрак» — советский художественный фильм 1991 года режиссёра Никиты Орлова.

## Сюжет
В небольшом посёлке на Волге неожиданно погибает инспектор рыбнадзора. На похороны из столицы приезжает его брат-близнец Николай, некогда известный, но спившийся спортсмен. Поиски виновников приводят его к местным браконьерам. Пытаясь выяснить правду, Николай сам становится жертвой неудачного покушения. Притворяясь призраком, он начинает мстить убийцам брата…

## В ролях
- Никита Высоцкий — Николай Гришаев
- Юрий Назаров — Алексей Иванович Попов
- Владимир Толоконников — Иван
- Ростислав Янковский — Константин Григорьевич, полковник милиции
- Надежда Бутырцева
- Николай Ерофеев
- Ментай Утепбергенов — «Пупок»
- Андрей Крюков
- Валерий Кравченко
- Виктор Поморцев
- Сергей Приселков — директор стрелкового клуба
- Геннадий Чулков — Курков, следователь районной прокуратуры
- Александр Буреев
- Юрий Воробьёв
- Андрей Петров
- Игорь Муругов

## Съёмочная группа
- Режиссёр: Никита Орлов
- Автор сценария: Игорь Агеев
- Оператор: Борис Кочеров
- Художник-постановщик: Леонид Платов
- Композитор: Михаил Чекалин
- Звукорежиссёр: Альберт Авраменко
- Монтаж: В. Янковский, Л. Чумасова